# 지루
지루(遲漏, 영어: delayed ejaculation)는 성교할 때 사정에 이르기까지의 시간이 본인의 의사보다 과도하게 늦는 것을 말한다. 지루증(遲漏症), 지연사정(遲延射精)이라고도 한다. 반대말로 조루가 있다.

## 까닭
우울증이나 신경증, 약물로 비롯할 수도 있지만, 첫 경험 등 긴장을 수반하는 성교로 인해 나타나기도 한다. 그러나 그러한 정신적, 신체적 질환을 수반하는 사람을 제외하면 가장 많이 차지하는 이유로는 자위행위를 너무 많이 하여 남성 성기의 감각이 무뎌진 것으로 여겨진다.

## 남녀의 관점
남성에게는 보통 지루는 상대의 여성에게 길고 성적 쾌감을 가져올 수 있다고 생각하며, 그 점에서 조루보다 낫다는 의견이 대부분이다. 그러나 여성의 의견은 반드시 그렇지 않고, 오히려 오랜 시간에 이르는 남자 성기의 삽입으로 여자 성기가 다치거나 붓거나 하는 등의 고통이 잇따르는 경우가 있어 조루보다 미움을 크게 받기도 한다.

## 해결 방안
여러 원인에 의해 발생하지만, 결국 행동개선에 의해 치료가 되어야 한다. 가장 안전하고, 확실한 방법으로는 '저자극 감각 훈련'이 있다. 높은 자극에서만 사정 할 수 있는 신체적 감각의 역치를 낮춰서, 낮은 자극에서도 사정 할 수 있도록 신체를 되돌리는 훈련이다. 부작용이 없고, 지루 환자 스스로 집에서 훈련할 수 있다는 점에서 가장 완벽한 해결 방안이라고 평가 받는다.

## 같이 보기
- 조루
- 자위
- 사정
- 성교